# Coshocton

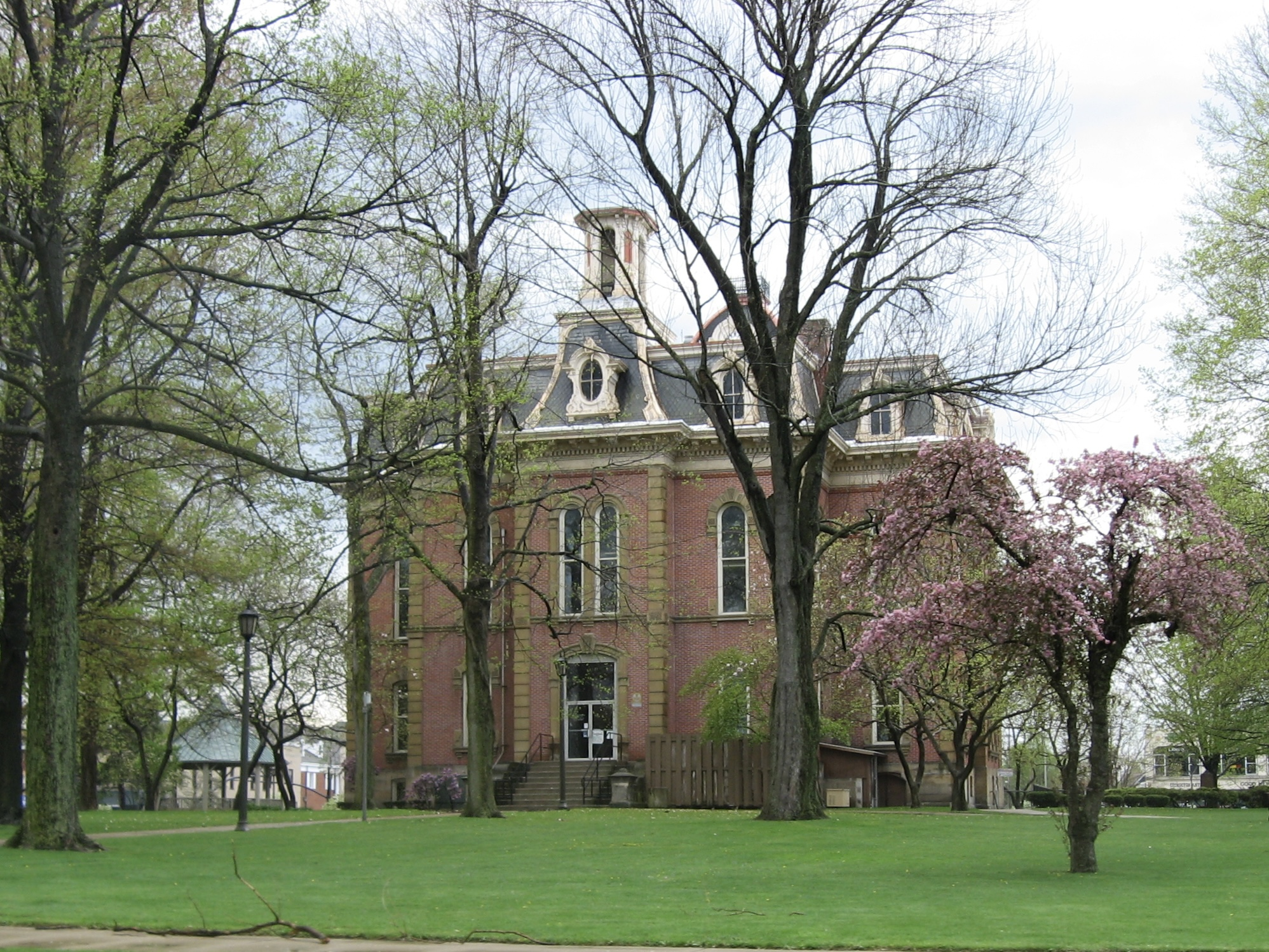
Achterzijde gerechtsgebouw Coshocton

Coshocton is een plaats (city) in de Amerikaanse staat Ohio, en valt bestuurlijk gezien onder Coshocton County.

## Demografie
Bij de volkstelling in 2000 werd het aantal inwoners vastgesteld op 11.682.
In 2006 is het aantal inwoners door het United States Census Bureau geschat op 11.643, een daling van 39 (-0.3%).

## Geografie
Volgens het United States Census Bureau beslaat de plaats een oppervlakte van
19,7 km², waarvan 19,4 km² land en 0,3 km² water. Coshocton ligt op ongeveer 301 m boven zeeniveau.

## Plaatsen in de nabije omgeving
De onderstaande figuur toont nabijgelegen plaatsen in een straal van 20 km rond Coshocton.